# Andreas Schmidt (Fußballspieler, 1959)

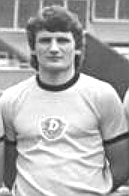
Schmidt 1980

Andreas Schmidt (* 20. Februar 1959) war Fußballspieler in der DDR. Für Dynamo Dresden, Stahl Riesa und Fortschritt Bischofswerda spielte er in der höchsten Spielklasse Oberliga.

## Laufbahn
Mit zehn Jahren trat Schmidt in die Kindermannschaft von Dynamo Dresden ein und durchlief alle Nachwuchsmannschaften der Polizei-Sportgemeinschaft. 1976 gehörte er zum Kader der DDR-Junioren-Nationalmannschaft und bestritt am 10. Oktober 1976 ein Juniorenländerspiel. Beim 1:0-Heimsieg der DDR war er als linker Verteidiger eingesetzt worden. Von 1977 bis 1979 gehörte Schmidt zum Aufgebot der Nachwuchs-Oberligamannschaft von Dynamo Dresden und war auch dort als Verteidiger nominiert worden. Noch bevor er 1979 für die erste Mannschaft Dynamos gemeldet wurde, bestritt er bereits in der Saison 1978/79 seine ersten Spiele in der DDR-Oberliga. Seinen Einstand in der Eliteliga gab er am 26. August 1978. In der Begegnung des 2. Spieltages FC Karl-Marx-Stadt – Dynamo Dresden (0:2) spielte er im Mittelfeld. Insgesamt bestritt er in dieser Spielzeit sechs Oberligaspiele. Am 27. Februar 1979 war er linker Verteidiger im Nachwuchsländerspiel DDR – Bulgarien (2:0). Es war das letzte Auswahlspiel seiner Laufbahn. In der Saison 1980/81 gelang ihm der Durchbruch zum Stammspieler, als er bedingt durch den langfristigen Ausfall des Abwehrspielers Christian Helm in 20 der ausgetragenen 26 Punktspiele in der Regel als linker Verteidiger eingesetzt wurde. Nach der Rückkehr von Helm fiel Schmidt 1981/82 wieder in die Rolle des Ersatzspielers zurück. Nachdem Schmidt auch 1982/83 nur sechsmal in der Oberliga zum Einsatz gekommen war, darunter dreimal lediglich als Einwechselspieler, wurde er für die Saison 1983/84 nur für die 2. Mannschaft in der drittklassigen Bezirksliga gemeldet. Trotzdem kam er aber auch in dieser Saison noch in neun Oberligaspielen zum Einsatz. 1984/85 kehrte er in das Aufgebot der Oberligamannschaft zurück, wurde aber nur in sechs Punktspielen aufgeboten. Nach Abschluss dieser Saison wurde der inzwischen 26-jährige Schmidt bei Dynamo Dresden endgültig ausdelegiert. Von 1978 bis 1985 hatte er von den von Dynamo Dresden in diesen Jahren ausgetragenen 182 Punktspielen nur 70 bestritten. Von den in diesem Zeitraum stattgefundenen 28 Europapokalspielen war Schmidt nur an acht Begegnungen beteiligt gewesen.
Zu Beginn der Saison 1985/86 schloss sich Schmidt dem Oberligakonkurrenten und Bezirksrivalen Stahl Riesa an. Nach holprigen Start mit häufigen Kurzeinsätzen und Ausfällen gelang es ihm, in der Rückrunde als Libero in der Oberligamannschaft der Riesaer Fuß zu fassen. 1986/87 war er mit 25 Punktspieleinsätzen Standardlibero. In seiner letzten Saison in der Oberliga 1987/88 spielte er in den ersten acht Punktspielen im Mittelfeld, danach kam er nur noch in vier weiteren Oberligaspielen zum Einsatz. Seine letzte Oberligapartie bestritt Schmidt am 26. März 1988 bei der Begegnung des 18. Spieltages Stahl Riesa – Union Berlin (1:2). Mit weiteren 59 Oberligaspielen für Riesa erhöhte er sein Konto in der DDR-Spitzenliga auf 129 Einsätze. Sowohl für Dresden als auch für Riesa erzielte er jeweils zwei Meisterschaftstore.
Nach seinem Rückzug vom Hochleistungssport wurde Schmidt vom Sommer 1988 an Freizeitfußballer beim Bezirksligisten BSG Fortschritt im sächsischen Neustadt, wo bereits sein ehemaliger Dresdner Mannschaftskollegen Matthias Müller spielte. Vom Sommer 1989 bis zum Sommer 1993 spielte Schmidt beim Bischofswerdaer FV.

## Stationen
- 1977 bis 1979: SG Dynamo Dresden II
- 1978 bis 1985: SG Dynamo Dresden
- 1985 bis 1988: BSG Stahl Riesa
- 1988 bis 1989: BSG Fortschritt Neustadt/Sachsen
- 1989 bis 1993: Bischofswerdaer FV